# Volda (Album)
Volda ist ein Jazzalbum von Paal Nilssen-Love, Michiyo Yagi und Peter Brötzmann. Die am 12. April 2008 im Veranstaltungsort Rokken, Volda, entstandenen Aufnahmen erschienen 2010 auf dem Label Idiolect.

## Hintergrund
Volda ist nach Head On (Idiolect, 2008) die zweite Veröffentlichung des Trios mit dem deutschen Holzbläser Peter Brötzmann, dem japanischen Koto-Spieler Michiyo Yagi und dem norwegischen Schlagzeuger Paal Nilssen-Love. Das Album wurde am Ende einer Tournee der Musiker durch zehn norwegische Städte in der Stadt Volda live aufgenommen.

## Titelliste
- Paal / Michiyo / Broe – Volda (Idiolect – ID-03)[1]

1. Volda I	25:05
2. Volda II 10:59
3. Volda III 18:38

## Rezeption
Nach Ansicht von Eyal Hareuveni, der das Album in All About Jazz rezensierte, ist Volda eine bemerkenswerte Demonstration, wie sich Energie und Kraft in spirituelle Katharsis verwandeln. Es sei leicht zu verstehen, warum dieses Trio während seiner Japan-Tournee, wenige Monate nach der Aufnahme dieses Albums, den Namen „Spirit & Power Trio“ erhielt. Es gehe nicht um muskulösen, vollen Ansturm, rohe Kraft, wie sie oft fälschlicherweise mit den vielen Projekten Brötzmanns assoziiert werde, sondern um kompromisslose Energie, die die Musiker, ihr Publikum und die Musik erfasse und alles zu Einem – einem spirituellen Wesen – mache, das die übermäßigen Lasten des Egos loslasse. Dies würde künstliche musikalische Konventionen und Genregrenzen aufheben und die ganze fesselnde Kraft der Kunst erlebbar machen.